# Pallenopsis persimilis
Pallenopsis persimilis is een zeespin uit de familie Pallenopsidae. De soort behoort tot het geslacht Pallenopsis. Pallenopsis persimilis werd in 1956 voor het eerst wetenschappelijk beschreven door Stock. 